# Мобильные генетические элементы
Мобильные генетические элементы (МГЭ, англ. Mobile genetic elements, MGE) — последовательности ДНК, которые могут перемещаться внутри генома.

## Разновидности МГЭ
Существует несколько классов мобильных элементов генома, отличающихся по строению и способу перемещения:
- Транспозоны, например, Tn5;
  - Инсерционные элементы, например, IS1603;
  - ДНК-транспозоны;
  - Ретротранспозоны;
- Плазмиды, например, половой фактор кишечной палочки (F-плазмида);
- Бактериофаги, например, Mu, интегрирующиеся случайно в участки генома;
- Интроны второй группы.

## Функции и значение
МГЭ, такие как транспозоны, являются важным инструментом формирования ответных реакций на внешние и внутренние стимулы по принципу «если»—«то». В зависимости от вида, транспозонами могут являться от 15 до 80 процентов всей ДНК.
Некоторые виды МГЭ являются «генетическими паразитами», вызывая мутации в генетическом материале организма хозяина и понижая его приспособленность за счёт траты энергии на репликацию и синтез белков паразита. Они являются важным механизмом изменчивости и обмена генетическим материалом между организмами одного вида и разными видами.

## История исследования
Транспозоны были впервые открыты американским цитогенетиком Барбарой Мак-Клинток в 1948 году при исследованиях кукурузы. В конце 1970-х годов аналогичные генетические элементы были обнаружены в геноме мух дрозофил советскими учёными из групп Георгия Павловича Георгиева (Институт молекулярной биологии АН СССР) и Владимира Алексеевича Гвоздева (Курчатовский институт).